# Сировари у Трговишту
Сировари у Трговишту је обичај сличан коледарима, који се одржао у општини Трговиште до данашњих дана. Сировари као обичај постоје и у остатку пчињског округа, као и деловима Северне Македоније и Бугарске.

## Обичај
Ноћ уочи "власуљица" на "српску" односно православну нову годину, између 13-ог и 14-ог јануара, групе од пет до десет младића иду у "сироваре" или "сироварштину". Иду само нежењени момци или мушкарци, а понекад са њима и дечаци уколико могу. Један нежења из Радовнице, ишао је у сироваре, до смрти, до седамдесете године. За разлику од коледара, не маскирају се, већ иду од куће до куће, честитају празник, благосиљају домаћине и певају песме за здравље и просперитет. Песме су сличне онима које се певају за Ђурђевдан. У неким крајевима обичаји коледара и сировара су се измешали те и код сировара има невесте и маскирања, али то у Трговишту није случај, мада понекад носе кожухе и маске на лицу.
Носе "сирове" штапове од дрвета са задебљаном главом на једном крају, и "крекетало" или "трескало" или "тракатаљку" једноставну звечку којом праве буку на улици. она се састоји од ракљастог дрвета и плочица које су нанизане на две пречке међу ракљама. Један од сировара има посебну рашљу са чекрцима, осносно намотајима на које се низају намирнице које сакупе у свом походу. У селу Сурлица и махали Метежевци села Горњи Стајевац, постојале су породице које су имале надимак "чекрци" јер су се традиционално бавиле ткањем па су њихови укућани знали да праве чекрке за ткање, бунаре, риболов, и између осталог и за сироваре. Из једне од таквих породица потицао је злогласни хајдук Чакр-паша. Сировари улазе код домаћина, куће су отворене целе ноћи, и један од њих, који се назива "преденичар"(онај који сакупља преденицу - вуну), својим штапом џара по огљишту и благосиља, док остали вичу "амин". У свакој кући се веселе и играју кола, и певају. Вичу "сирова сирова" или "сирово, бурово".
Преденичар добија обојену преденицу коју ставља на трескало. Остали младићи добијају намирнице као што су кувана јаја, сир, сланину, брашно, новац,чокањчиће ракије  и многе од тих ствари нижу на оне рашље са чекрцима у бисацима односно кесама и торбама које су припремили за ту прилику. Никад не улазе сви сировари у кућу, двојица обично стражаре напољу и зову се "надворници", то је да би пазили да у исту кућу не дође нека друга група сировара. Након што заврше поход по насељу или селу, скупљају се у зору и праве од тога гозбу а остатак намирница деле на равне части. На овај дан се справља "попареница" у котлу од кукурузног брашна , испече у пећници, и онда то једу деца. Сировари по предању иду некрштеним данима да би својом буком и песмом отерају караконџуле. У данима од Божића до Богојављења и  Светог Јована, поред сировара има неколико коледарских група (попут маскираних у младожењу, младу, коњоводца и гајдарџију и слично). Некад уколико се младићу свиђа девојка из неке куће, покушава да је намами да изађе из куће, док остали сировари певају, мада домаћини неудатих девојака обично пазе да се то не деси. Уколико су домаћини баксузни и не желе да оставе отворена врата сироварима, младићи им се свете кроз шалу тако што им запрече врата нарамком дрва да не могу да изађу из куће и слично.